# Heinrich Reincke
Heinrich Theodor Reincke (* 21. April 1881 in Hamburg; † 3. November 1960 ebenda) war ein deutscher Archivar und Historiker.
Der Sohn des Arztes Julius Reincke besuchte ab 1891 die Gelehrtenschule des Johanneums und legte dort 1900 das Abitur ab. Anschließend studierte er an der Universität Erlangen Rechts- und Staatswissenschaft. Dort wurde er 1900 Mitglied der Burschenschaft der Bubenreuther. Im Jahr 1902 ging er nach Bonn. 1904 bestand er vor dem Oberlandesgericht Köln die Referendarprüfung. Anschließend vertiefte er seine historischen und juristischen Kenntnisse bei dem Rechtshistoriker Aloys Schulte und dem Historiker Wilhelm Levison. Mit der Arbeit Der alte Reichstag und der neue Bundesrat wurde er 1906 promoviert. In Hamburg bestand Reincke 1909 vor dem Hanseatischen Oberlandesgericht die zweite juristische Staatsprüfung und begann im selben Jahr als wissenschaftlicher Hilfsarbeiter seine Tätigkeit beim Staatsarchiv Hamburg.
Ab 1915 war er als Musketier Soldat im Ersten Weltkrieg und kämpfte an der Westfront. 1918 wurde er wissenschaftlicher Assistent am Staatsarchiv. 1920 erfolgte die Ernennung zum Archivrat. 1925 erhielt Reincke ohne Habilitationsschrift von der Hamburger Universität die Venia Legendi für hamburgische und hansische sowie niederdeutsche Landesgeschichte. 1928 bekam er den Professorentitel und 1931 wurde er von der Universität Hamburg zum außerordentlichen Professor am Historischen Seminar ernannt. Von 1933 bis 1947 war Reincke Direktor des Staatsarchivs. Vorübergehend übernahm er in den letzten beiden Jahren des Zweiten Weltkrieges auch die Leitung der Staats- und Universitätsbibliothek Hamburg. Dem Nationalsozialismus stand Reincke weitgehend kritiklos gegenüber. Bereits 1933 erschien seine Geschichte Hamburgs in einer überarbeiteten Ausgabe, die sich durchgehend am nationalsozialistischen Gedankengut orientierte. Reincke war Mitglied im Reichsbund der deutschen Beamten (1933), in der NS-Volkswohlfahrt (1934), im NS-Altherrenbund (1934) und im NS-Reichskriegerbund (1936). Mit der Aufhebung der Mitgliedersperre trat er 1937 in die NSDAP ein. 1945 wurde er zwar von der britischen Militärregierung abgesetzt, jedoch im September 1946 wieder eingesetzt. 1948 trat er in den Ruhestand.
Reinckes Forschungsschwerpunkte waren die hansische Geschichte, eng verknüpft mit der hamburgischen Geschichte. Seine Arbeiten befassten sich mit dem 12. bis 13. Jahrhundert, der Frühzeit der Hanse, Hermann Langenbeck, dem Stadtrecht von 1497, der Reformationsgeschichte Hamburgs und dem Lebensbild der Agneta Willeken aus der Zeit Wullenwevers. Einige Arbeiten wie beispielsweise zu den Bevölkerungsproblemen der Hansestädte umspannen auch die ganze Hansezeit.
Reincke war seit 1907 Mitglied des Vereins für Hamburgische Geschichte und seit 1910 Mitglied des Hansischen Geschichtsvereins, dessen Zeitschrift Hansische Geschichtsblätter er mit Fritz Rörig von 1938 bis 1950 herausgab. 1920 wurde er korrespondierendes Mitglied der Göttinger Akademie der Wissenschaften.  Die Universität Hamburg verlieh ihm zum 75. Geburtstag die Ehrendoktorwürde und der Verein für Hamburgische Geschichte die Lappenberg-Medaille. Im Jahr 1975 wurde der Reinckeweg in Hamburg-Hummelsbüttel nach ihm und seinem Vater benannt. Wegen seines Wirkens in der NS-Zeit wurde die Widmung 2024 gelöscht, sie gilt jetzt nur noch seinem Vater.

## Schriften (Auswahl)
- Die Bilderhandschrift des hamburgischen Stadtrechts von 1497. Neu herausgegeben von Jürgen Bolland, Hamburg 1968.
- Hamburg am Vorabend der Reformation (= Arbeiten zur Kirchengeschichte Hamburgs. Bd. 8). Aus dem Nachlass herausgegeben, eingeleitet und ergänzt von Erich von Lehe. Wittig, Hamburg 1966.
- Die Alster als Lebensader Hamburgs. Schmidt, Hamburg 1958.
- Forschungen und Skizzen zur hamburgischen Geschichte. Hofmann und Campe, Hamburg 1951.
- Agneta Willeken. Ein Lebensbild aus Wullenwevers Tagen. Pfingstblätter des Hansischen Geschichtsvereins, Lübeck 1928.
- Hamburg ein Abriß der Stadtgeschichte von den Anfängen bis zur Gegenwart. Friesen-Verlag, Bremen 1925.
- Machtpolitik und Weltwirtschaftspläne Kaiser Karls IV. Schmidt-Römhild, Lübeck 1924.
- Der alte Reichstag und der neue Bundesrat (= Abhandlungen aus dem Staats-, Verwaltungs- und Völkerrecht. Bd. 2,1). Mohr, Tübingen 1906.